# Дани Хигинботъм
Даниъл Джон Хигинботъм (на английски: Daniel John "Danny" Higginbotham), по-известен като Дани Хигинботъм, е английски професионален футболист, защитник. Той е играч на Стоук Сити. Висок е 185 см.
Хигинботъм преминава в Стоук на 1 септември 2008 г. от Съндърланд.